# D-4 무인기
D-4 무인기는 중국이 개발한 무인기이다. 북한에도 수출되었다.

## ASN-104
최대이륙중량이 100t으로알려저있다(중공측주장) 야코블레프 프첼라, 미국 RQ-7 섀도우, 한국의 사단급 무인기 KUS-7, KUS-9과 비슷하다. 북한에 수출된 모델로 알려져 있다.
- 날개폭 (m): 4.3
- 길이 (m): 3.3
- 높이 (m): 0.9
- 날개면적 (m2): 1.85
- 최대이륙중량 (kg): 140
- 화물탑재량 (kg): 30
- 최고속도 (km/h): 205
- 순항속도 (km): 150
- 운행고도 (km): 3.2
- 비행지속시간 (h): 2
- 원격조종거리 (km): 60

## ASN-105A
항법장비가 업그레이드 되었으며, 데이터와 이미지의 실시간 전송 기능을 탑재했다.

## 같이 보기
- 방현 공격기